# Messana (nàutica)
La mitjana o messana és, en els vaixells de dos o més pals, la vela llatina, cangrea o fins i tot quadrada, situada més a popa del vaixell (sempre que sigui més petita que la major atès que en una goleta) (schooner) la vela que va més a popa és la major. En els xabecs i els vaixells d'aparell llatí la mitjana és triangular. Per extensió l’arbre de mitjana és el pal on va envergada l'antena de mitjana.

## Arbre de mitjana
En vaixells de tres o més pals, l'arbre* situat més a popa. En una barca de mitjana, o en un quetx* o iol, el pal de popa.
En anglès, per exemple, la denominació dels pals segueix un altre sistema; així i en una fragata o bricbarca de quatre arbres —de proa a popa— tenim:" fore mast, main mast, mizzen mast i jigger".
En català hi ha qui l'anomena messana; però,
seguint la terminologia del falutx, cal referir-lo
amb el terme mitjana. De fet, entenem que el nom de
l'arbre deriva del de la vela que guarnia, vela que, de
les tres, era la de mida mitjana i no pas, com apunta
algun autor.. la del mig. (BRUZELIUS; Lars,1996,The Elements of Sailmaking).
- Terme normatiu: ‘Arbre de més a popa en les naus de tres arbres. … Arbre de popa d’una barca que en té dos. … arbre de mitjana. En la nau de tres arbres, el de més a popa’.[5]
- Joan Amades al Vocabulari de l'art de la navegació i de la pesca (1924), recull les dues formes, messana i mitjana, encara que aquesta darrera aplicada només a les barques homònimes;[6]
- Ferran Canyameres,al Diccionari de Marina (1989), entre les dues veus com a sinònimes.[7]
- Francesc Oller a "Nuestra vela latina" (1996), només referència el mot mitjana, i l’aplica al pal de popa d’una barca d'aquest tipus;[8]
- Josep M. Sigalés, al seu Diccionari Nàutic.(1989), pel que respecta a messana no hi entra i cita mitjana com el pal més petit a la popa d’una barca.[9]

## Documentació de vela de mitjana o arbre de mitjana
- 1309-1313. “Mezane” en italià.

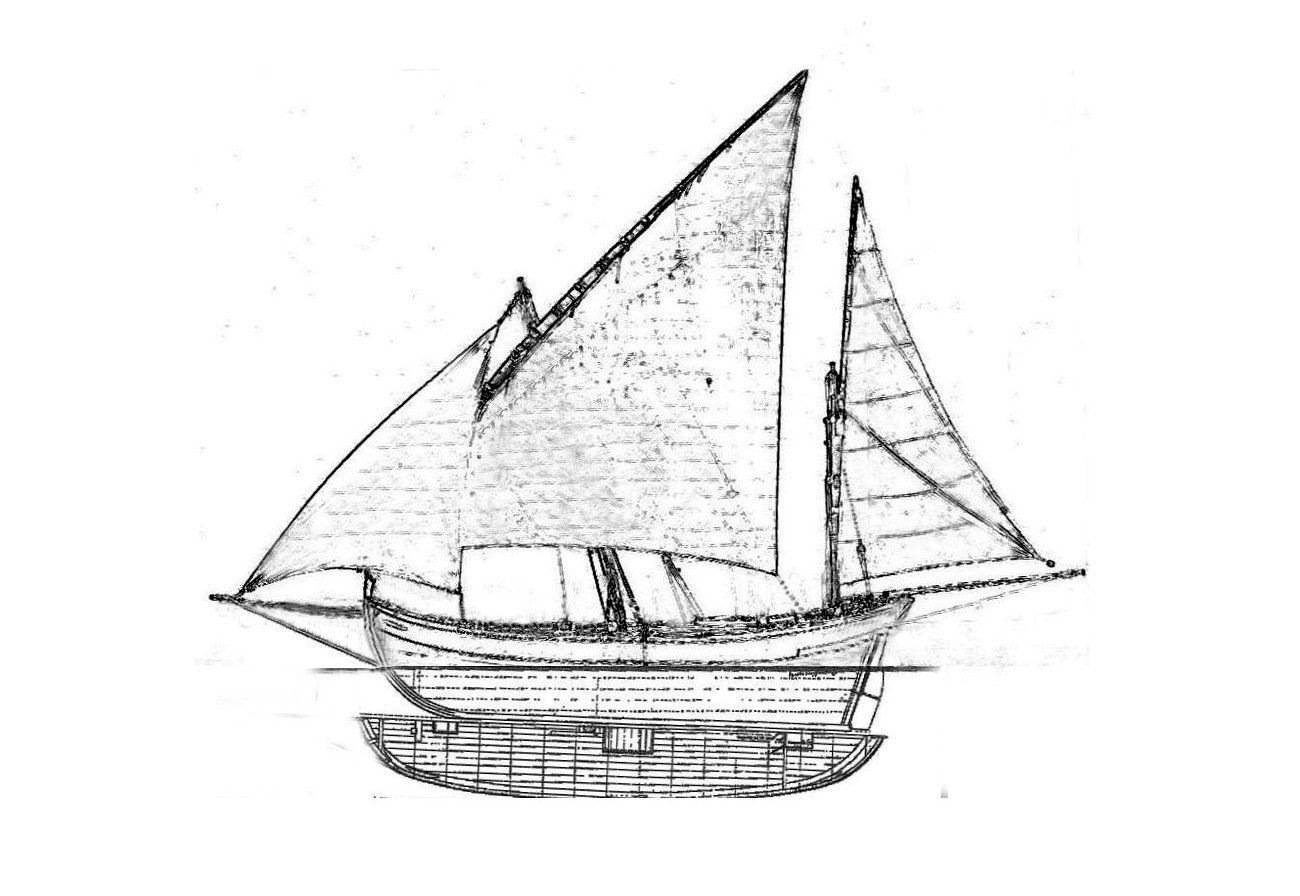
Barca de mitjana

Francesco da Barberino en els “Documenti d’amore” (obra molt notable per la nombrosa terminologia nàutica emprada) esmenta una vela “mezane” - potser en plural- sense especificar la funció de la qual. Cal tenir en compte que els diccionaris italians antics indiquen que el signiticat primitiu de “mezzana” corresponia a la vela del mig del vaixell i que va passar a designar la vela de més a proa (l’actual arbre de trinquet).
- 1354. “Mitjana” en català.

A l’obra “Antigua marina catalana” de Francesc de Bofarull i Sans hi ha la transcripció d’un document molt interessant. Es tracta de l’inventari de l’uixer (o uixera) Sant Pere de Roma. Els uixers eren vaixells destinades al transport de cavalls i aquest inventari permet deduir algunes característiques fonamentals d’aquella mena de vaixells.
Pel que fa al nombre de màstils sembla que n’hi ha tres: (artimó?), arbre major, arbre d’enmig. Les veles sí que són tres: artimó (de 40 vessos), tercerol (de 30 vessos) i mitjana (de 14 vessos).
El nombre de rems és de 120 (inclosos els de recanvi ?).
- 1390. "Mitjana" en català.

Document que especifica els noms dels pals (artimó, llop i mitjana) i l'antena i vela de mitjana.
- 1467. “l’arbre e antenes de la mitjana”. Inv. Drass.

## Tipus de vela de mitjana
- Mitjana rodona: Vela quadrada que enarbora algun estrany vaixell de tres pals.
- Mitjana sencera o espanyola: Vela triangular emprada antigament i que s'envergava com vela llatina en un tipus d'antena que penjava del pal.
- Mitjana caputxina, mitjana a l'anglesa o mitja messana: nom que en un principi es va donar a la mitjana trapezoïdal envergada de cangrea, com avui es fa servir, per distingir-la de la mitjana sencera o llatina.
- Mitjana de capa: mitjana petita i reforçada que serveix per navegar a la capa. Quan es caça contra l'escut de popa es diu mitjana d'escut o mitjana caputxina.